# Epirinus hilaris
Epirinus hilaris là một loài bọ cánh cứng trong họ Bọ hung (Scarabaeidae).